# Pasir Emas
Pasir Emas is een bestuurslaag in het regentschap Kuantan Singingi van de provincie Riau, Indonesië. Pasir Emas telt 2066 inwoners (volkstelling 2010).